# NGC 535
NGC 535 is een spiraalvormig sterrenstelsel in het sterrenbeeld Walvis. Het hemelobject ligt 202 miljoen lichtjaar (61,9 × 106 parsec) van de Aarde verwijderd en werd op 31 oktober 1864 ontdekt door de Duits-Deense astronoom Heinrich Louis d’Arrest.

## Synoniemen
- GC 5177
- 2MASX J01253116-0124291
- MCG +00-04-133
- PGC 5282
- UGC 997
- ZWG 385.124
- DRCG 7-35